# Transport a l'Antic Egipte

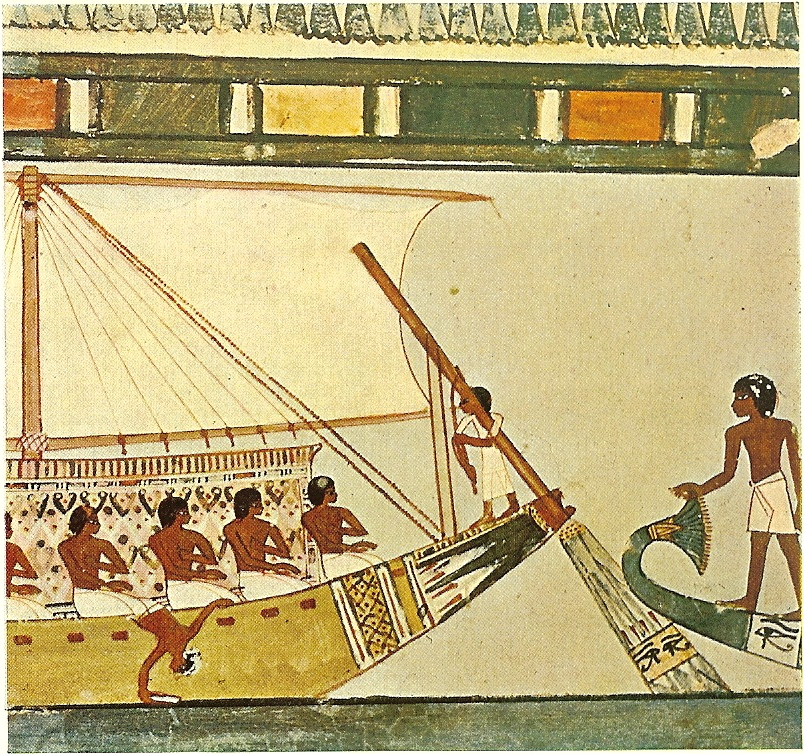
Vaixells egipcis. Tomba de Menna.

El transport en l'Antic Egipte feia servir principalment la via fluvial: el Nil. El riu era el nexe d'unió de les diferents ciutats des de la segona cascada a la Baixa Núbia fins al Mediterrani, i costejant aquest, a Biblos. Per terra estaven units als països de l'Orient Mitjà per la Via Maris, mentre que els camins terrestres de l'interior s'utilitzaven per accedir als diferents oasis i a les mines i pedreres, així com per salvar les cascades i remolins.
Aquest sistema de transport eminentment fluvial dificultà l'entrada d'invasors estrangers, en ser un territori que amb prou feines tenia vies de comunicació per terra i que estava defensat pel desert i la zona pantanosa del Delta.
El transport era primordial per al comerç, i aquest per a l'economia egípcia, ja que una de les característiques primerenques de l'antic Egipte fou el gust dels seus ciutadans pels objectes de luxe exòtics, des d'or i pedres precioses d'Orient fins als animals, ivori i banús de l'Àfrica negra, que pagaven amb les seves exportacions de blat, orfebreria, perfums, papir i, fins i tot, vi.
Com la resta de les activitats econòmiques, el transport estava controlat pel faraó, que delegava la seva gestió en una eficaç administració els funcionaris eren els escribes. Les caravanes o vaixells estrangers havien de pagar aranzels.

## Transport terrestre

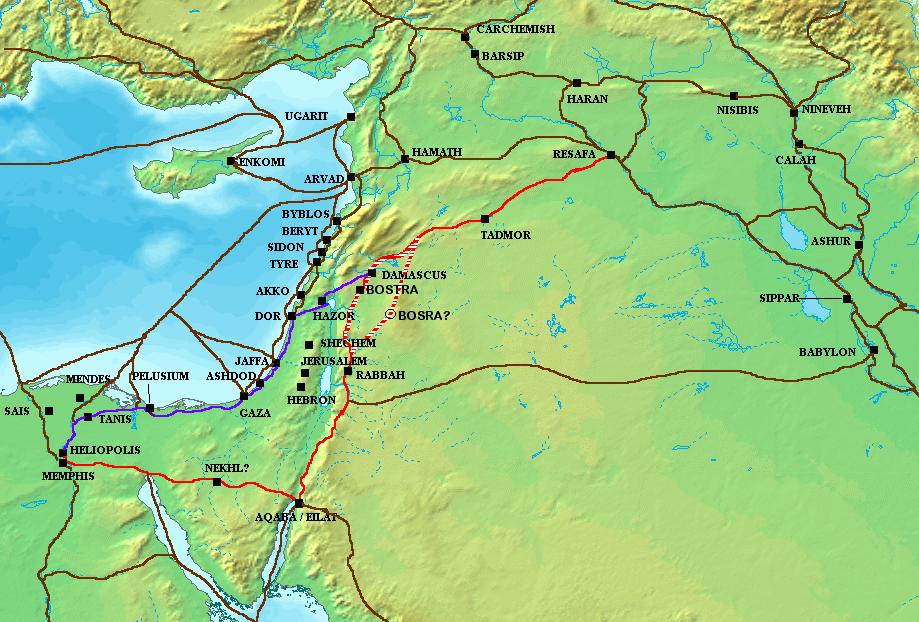
La Via Maris (violeta), el Ruta dels Reis (vermell) i altres rutes comercials antigues, c. 1300 aC

El trànsit terrestre estava organitzat a base de caravanes que creuaven Núbia, paral·leles al Nil, i per rècues que unien els oasis amb el riu. Quan es construïen canals, es feia servir el material extret per fer un dic longitudinal, que una vegada piconat constituïa un camí de sirga paral·lel, tant per a circular homes i animals, com per a la sirga de les barques.
Les rutes que comunicaven les mines i pedreres amb les ciutats de destinació i els ports del mar Roig seguien el curs dels diferents uadis que unien les muntanyes amb la vall del Nil, fàcils de recórrer per ser amples i de fons pla.
Existien cossos de vigilants de camins, dependents dels governadors encara que la seguretat total mai es va arribar, i els assalts eren quotidians. Una de les rutes més vigilada i cuidada era l'anomenat camí d'Horus, que unia Egipte amb Àsia, des del braç pelusiac fins a la ciutat de Rafah, a Gaza. Estava equipat amb un sistema de magatzems i pous situats a una jornada de distància els uns dels altres, el que permetia a les caravanes i l'exèrcit creuar el desert del Sinaí. Entre 1560 i 1081 aC es van construir fortaleses militars per protegir tant el camí com els pous. Un ramal d'aquesta ruta portava fins a les mines de coure i turquesa del sud del Sinaí. La seva prolongació era l'anomenada Via Maris.
D'entre els animals de tir, l'ase constituïa el més utilitzat des que va ser domesticat al IV mil·lenni aC. Fins a la invasió dels hicsos no hi va haver cavalls a Egipte, que es van reservar per als carros de guerra. El camell era conegut des de l'Imperi Nou, però no va ser utilitzat com a mitjà de càrrega i desplaçament al desert fins al Període Tardà, al segle vii aC.

## Navegació fluvial
A Egipte es preferia la navegació a qualsevol altre mitjà de transport, i la comunicació entre les diferents ciutats era possible utilitzant el Nil i els seus braços i fins i tot algun dels nombrosos canals que van construir els diferents faraons, com el Bahr Yusuf,que unia el Nil amb l'Oasi del Faium. També era la navegació el sistema d'unió entre les ribes mitjançant petites embarcacions públiques, ja que amb prou feines es van construir ponts, de fet no es coneix cap paraula egípcia amb aquest significat.
Viatjar pel Nil és senzill: a rem cap al nord a favor del corrent, o vela al sud a favor dels vents, i els egipcis van navegar des de l'època prehistòrica. I no només ho van fer pel riu, sinó pels canals navegables que van construir. Així, Senusret III va construir un canal paral·lel a la primera cascada per poder arribar per vaixell al regne de Kush.
En l'època Naqada II ja s'utilitzaven vaixells construïts amb taules de fusta, de dotze a quinze metres d'eslora, tripulats per fins a 32 homes. Durant la dinastia IV hi ha constància de vaixells de 43 metres. A la dinastia V els vaixells de cabotatge estan ja molt desenvolupats.

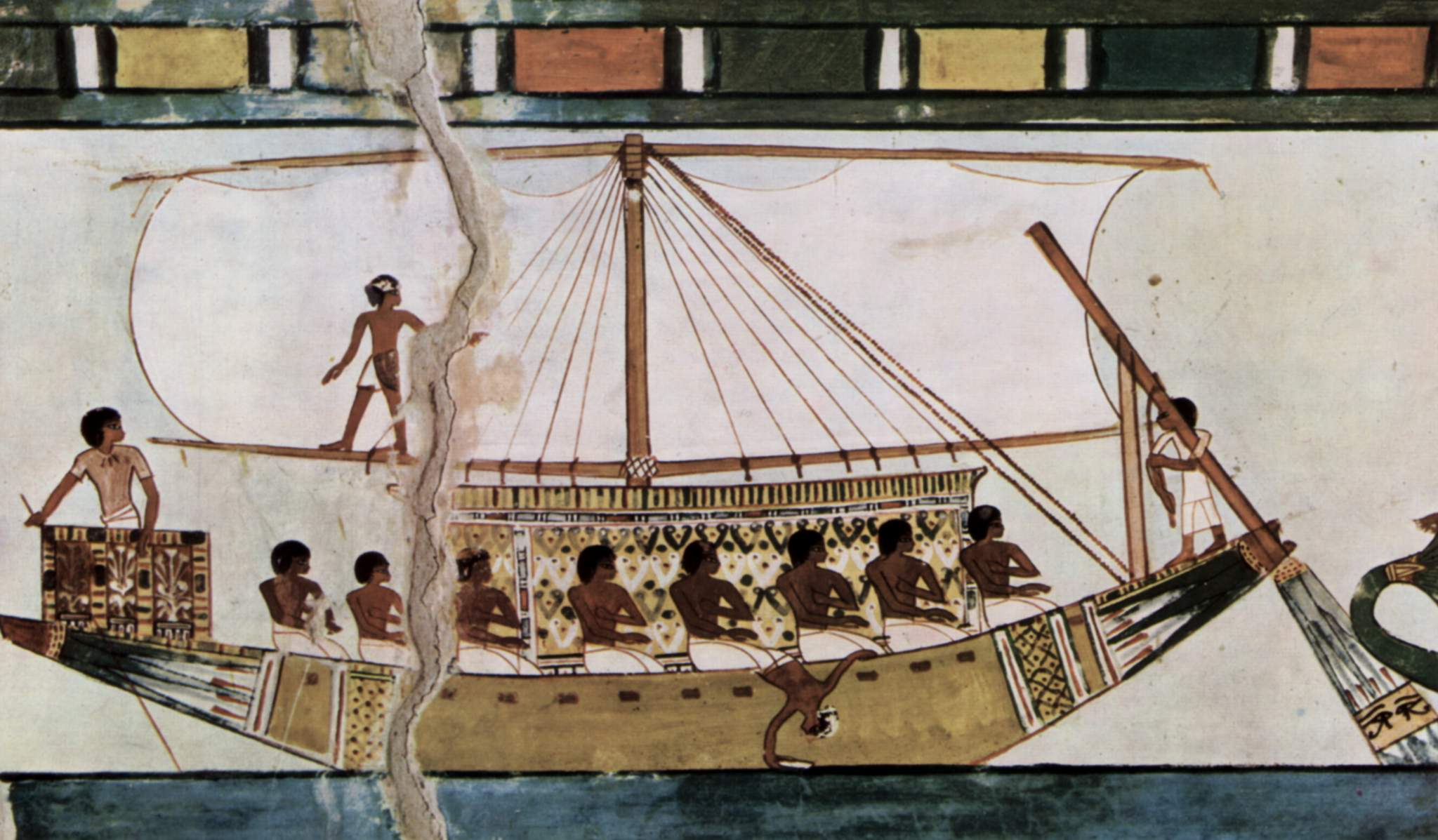
Barca fluvial (1420 aC)

Els egipcis tenien diferents classes d'embarcacions:
Naus de passatgers o de càrregaDe diverses mides, tenien en comú la semblança entre proa i popa, una espelma quadrada i rems. Com àncora es feia servir un bloc de pedra i dos llargs rems subjectes a la popa servien de timó. Fabricats amb fusta d'acàcia o cedre importat del Líban, decorats els de la noblesa, es feien servir per als viatges d'inspecció, desplaçament de tropes o transport de mercaderies, inclòs el dels blocs de pedra per a construcció traslladats des de les pedreres de l'Alt Egipte. Aquests últims avançaven gràcies a rems i veles, encara que de vegades necessitaven ajuda i eren arrossegades des de la riba amb cordes.
Barques reials

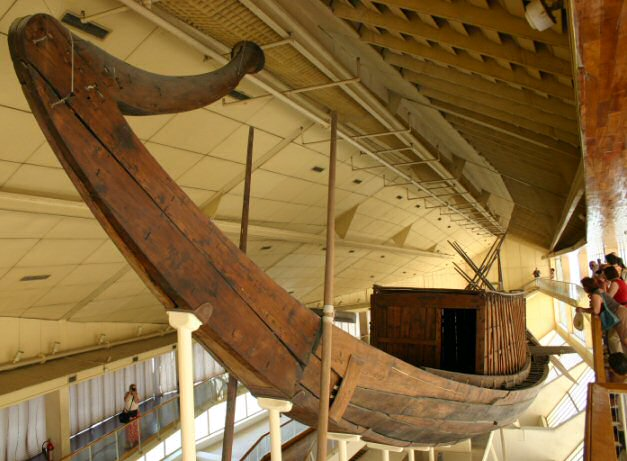
Barca de Keops trobada a Guiza

Utilitzades per als viatges del faraó, inclòs el del la mòmia fins a la tomba, es coneixen per les imatges i maquetes que han deixat en les seues sepultures i perquè alguns faraons van enterrar barques per als seus viatges pel Més Enllà per imitar allà a Ra, que tenia una per al dia i una altra per a la nit, les anomenades barques solars.

Entre les més conegudes hi ha les dues trobades al costat de la piràmide de Keops. Una d'elles, de 43,3 m d'eslora i 5,6 de mànega i composta per més de mil peces, es va reconstruir i està exposada al Museu de la Barca Solar. A la necròpolis d'Abidos, David O'Connor va trobar el 1991 una sèrie de fosses revestides de maons de tova que contenien barques similars d'entre 18 i 24 m d'eslora. Pendents de datació exacta, la data més antiga que es baralla és la corresponent al regnat de Aha (3007-2975 aC).

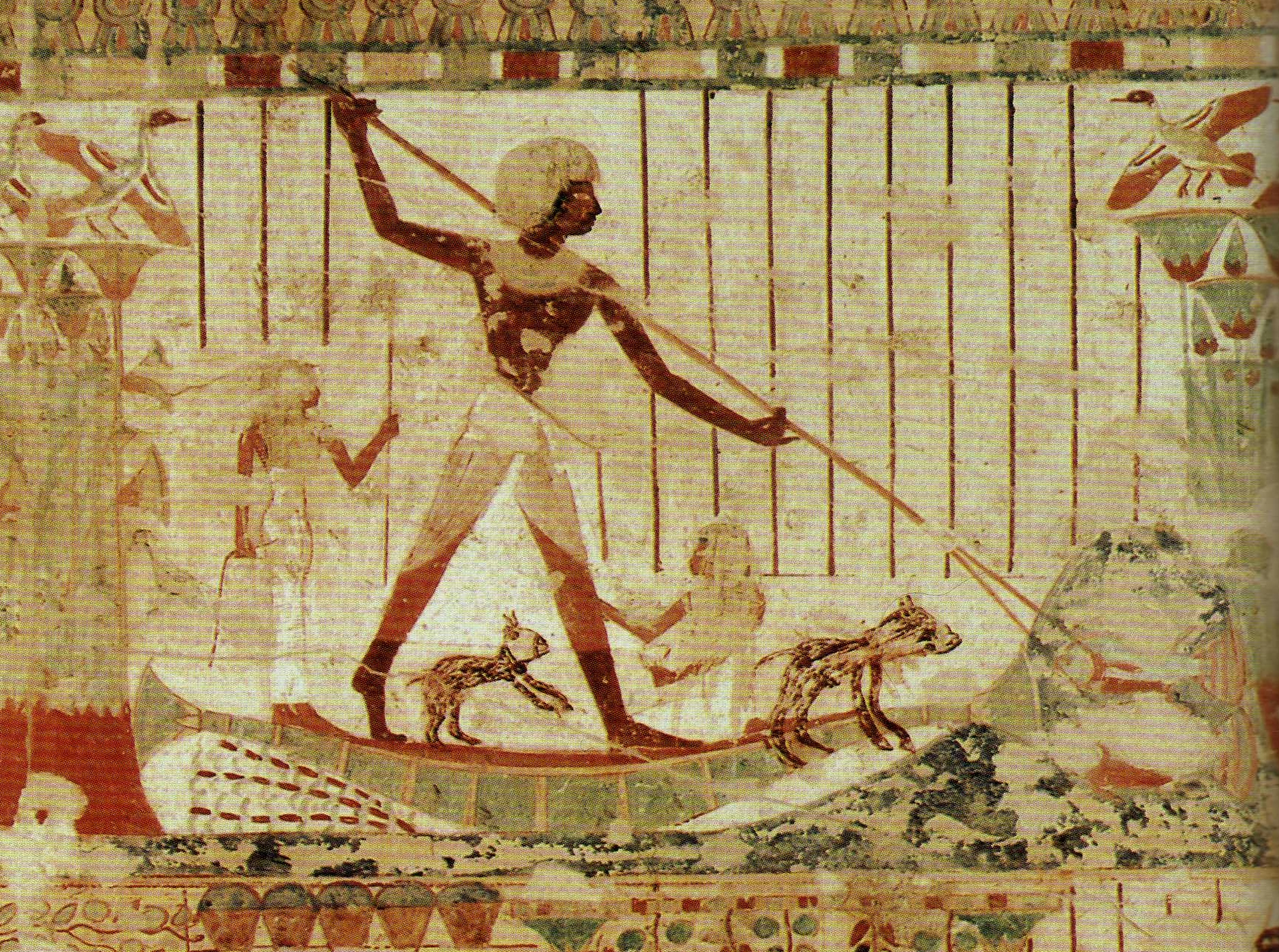
Bot elaborat amb papirs

BotsFabricats amb manats de papirs lligats, s'utilitzaven per a la pesca o la caça d'aus aquàtiques. Generalment anaven en elles dues persones a peu i s'impulsaven amb perxes.
Naus religiosesLuxosament acabades, eren utilitzades durant els festivals en honor dels diferents déus, celebrats tant al riu com en els llacs artificials construïts en els temples.
Naus de guerraA finals del IV mil·lenni aC ja hi va haver enfrontaments amb flotes estrangeres, tal com mostren les imatges pintades a la tomba 100 de Nekhen, en què unes barques blanques amb la quilla egípcia (corbada) s'enfronten a altres negres de quilla vertical. A la marina de guerra es coneixen fins a 19 rangs dividits en dos grups: oficials de marina i administradors de marina. Molts dels seus portadors posseïen també títols associats a l'exèrcit, la qual cosa demostra la importància que la mobilització de tropes embarcades va arribar durant aquesta època.

## Navegació marítima

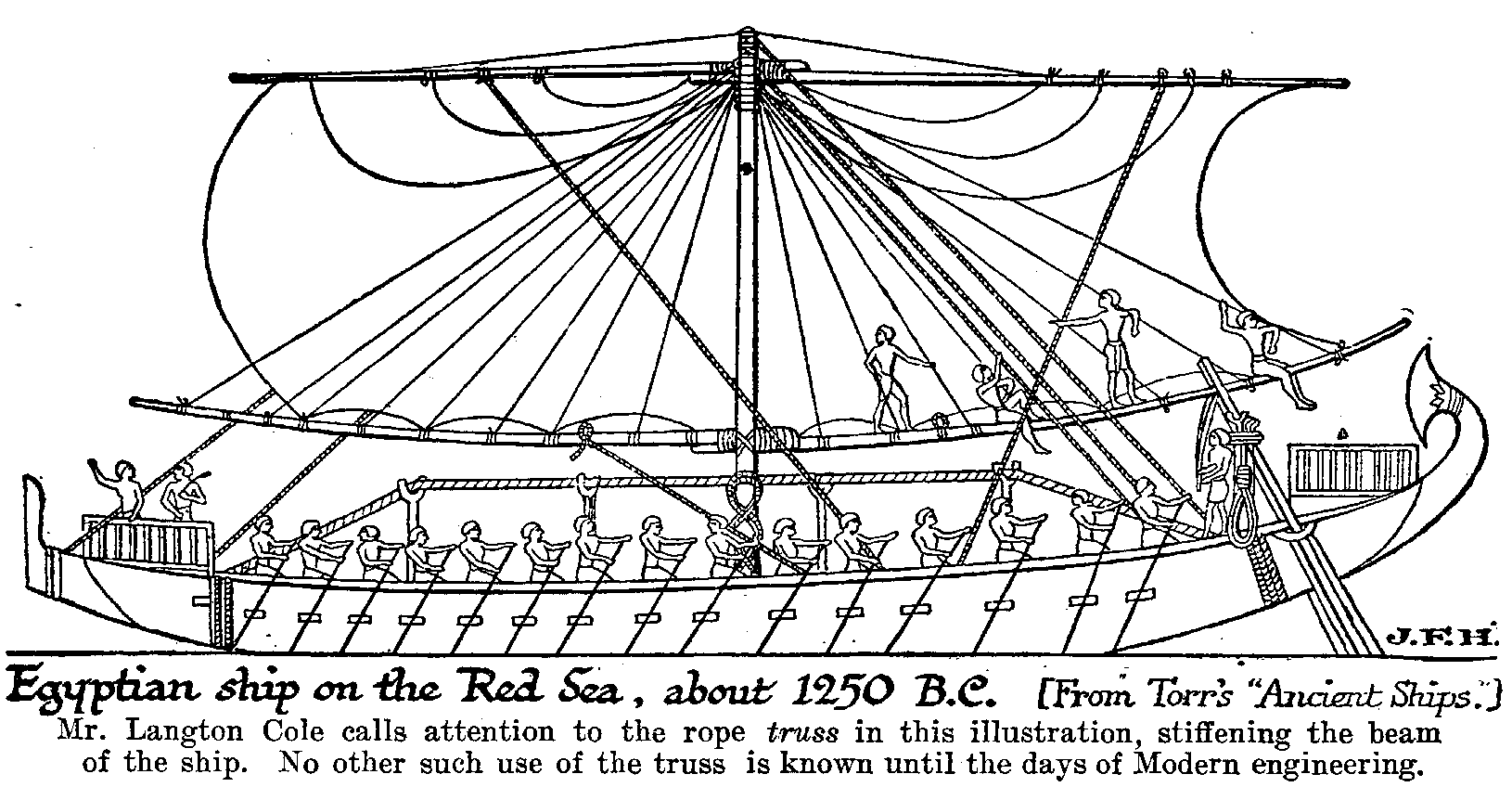
Nau de càrrega per navegar per mar. (1250 aC)

Els egipcis utilitzaven la navegació de cabotatge, és a dir, costejant de port en port. Les naus eren grans vaixells amb rems i veles quadrades, es van utilitzar per les expedicions marítimes comercials que portaven resina i fusta del Líban, (Escales de l'avet) i ivori i encens del país de Punt (escales de l'encens). El seu principal destí era Keben (Biblos), i els vaixells utilitzats a la Mediterrània es van anomenar kebenit, i eren comprats a Biblos o construïts en les drassanes egipcies amb fusta importada i seguint el model fenici: un llarg casc corbat amb esperó a la proa i una popa elevada, amb dues casetes a cada extrem. Una soga passava per quatre suports i unia els extrems, i en el centre s'instal·lava un pal que portava una espelma rectangular. En popa hi havia dos timons, un a cada costat. Quan el vent amainava, la tripulació prenia els rems. A més dels marins en els vaixells viatjaven soldats i els sempre presents escribes, encarregats de registrar qualsevol aspecte del viatge.
Ambdues línies marítimes podien unir-se: els vaixells arribats de la Mediterrània pujaven pel braç Tanit fins a Bubastis i es desviaven per un canal fins a arribar al uadi Tumilat, que era navegable en èpoques de grans crescudes per naus de poc calat. Travessant els «llacs amargs» la via arribava al golf de Suez.

El canal dels Faraons unia els mars Mediterrani i Roig.

### Ruta Biblos
Segons una llegenda en Osiris, el seu fèretre va viatjar pel braç Tanit fins al mar, que el va portar a Keben on el va trobar Isis. La deessa va rebre ajuda de la reina de Biblos, començant unes relacions d'amistat que mai es van interrompre; Malgrat les innombrables guerres que van enfrontar a egipcis i asiàtics, els vaixells egipcis sempre van ser ben rebuts en Keben, el rei tenia el títol de «príncep d'Egipte». Només es va interrompre aquest comerç en l'època dels hicsos, produint una escassetat de resina i fusta d'avet (ash) que afectava tant a la momificació com a la construcció de vaixells i objectes decoratius. Entre les expedicions conegudes figuren els 40 vaixells enviats per Snefru a Líban i Síria, per comprar fusta;
En època de Ramsès II el pobles de la mar van començar a ser un perill per a la navegació, de manera que els vaixells anaven protegits; segons la descripció de Ramsès III, navegaven en flotilles protegides per soldats:
| «                 | He fet vaixells a Amon, vaixells amb arcs a la Gran Verda. Els he proveït de caps, arquers i capitans, acompanyats amb nombroses tripulacions per transportar els béns de la terra de Fenícia i dels països estrangers fins als grans dipòsits de Tebes la victoriosa. | » |
| — Papir de Harris | |   |

### Ruta del mar Roig

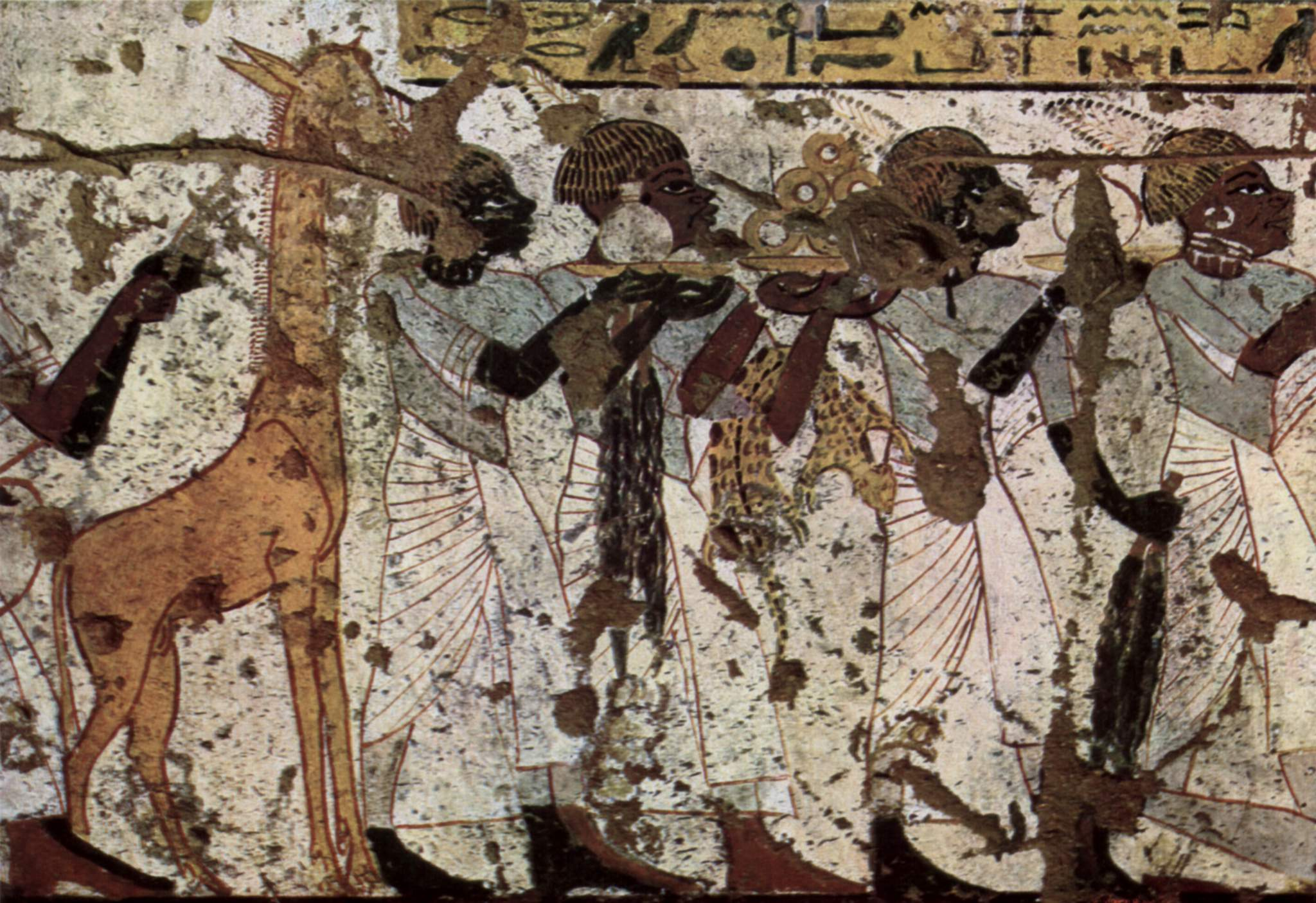
Desfilada d'africans amb luxoses ofrenes per als egipcis.

Els viatges pel mar Roig tenien com a destinació pwnt (Punt) per aconseguir banús, mirra, electre (un aliatge d'or i plata) i animals exòtics, que pagaven amb objectes d'adornament, miralls i armes. La seva existència està documentada des de l'any 2500 aC, durant el regnat de Sahure. A partir de l'Imperi Nou els faraons van encarregar portar arbres vius, per plantar als jardins de palaus i temples.

Els beduïns del desert àrab van intentar tallar aquesta ruta, competència directa de les seves caravanes, i sembla que es va interrompre durant el regnat de Pepi II i durant la dominació hicsos. Hatshepsut va tornar a recuperar-la, enviant una expedició de cinc vaixells que van portar.
| « | […] Totes les bones fustes aromàtiques de la Terra del déu, munts de resina de mirra, joves arbres de mirra, banús, ivori pur, or verd de Amu, fusta de mèlia, fusta-hesyt, encens-ibemut, encens, pintura d'ulls, micos, babuïns, gossos, pells de pantera del sud, i diversos servents amb els seus fills. | » |

Ramsès II, que residia al Delta, restaurar el canal entre els dos mars, passant per les ciutats de Pi-Ramsès, Bubastis i Pi-Atum, i en els seus marges aixecar esteles de granit que proclamaven la seva glòria.

## Viatges famosos

### Viatge d'Henua
Henua era un funcionari de Mentuhotep IV, i capitanejar una expedició al país de Punt (circa 1970 aC) de la qual va quedar un registre: el primer viatge de la història narrat pels seus propis protagonistes. El seu viatge tenia doble finalitat, política i comercial, ja que havia de comprar encens i propagar el gran poder del faraó. Va prendre un camí poc habitual: en comptes de viatjar a l'est fins a arribar al mar Roig, va partir en direcció sud-est, guiat per habitants del desert:
| « | Vaig sortir de Coptes pel camí traçat. (...) Els exploradors obrien la marxa, els fills del desert formaven la rereguarda. Tots els escribes de Sa Majestat estaven a les meves ordres. Vaig sortir amb un exèrcit de tres mil homes, transformar el camí en riu, el país vermell en un prat. Di cada dia un bot, un bastó, dues gerres d'aigua i vint pans a cada home. (...) Vaig fer 12:00 pous al uadi, dos a Iaheteb, un altre al punt en què s'uneixen les aigües. (...) Arribi al Gran Verd, vaig fer el vaixell i l'equip. (...) Vaig portar tots els productes que vaig trobar en les dues ribes de Tonutir (...) Vaig tornar per UAG i Rohanw . | » |

### Viatge de Hatshepsut
Realitzat l'any 1464 aC, aquest viatge a Punt es va realitzar sota el comandament de Nehesi, portador del segell reial. L'expedició tenia una doble missió: el tradicional comerç de fustes precioses, or i encens i la realització d'un estudi sobre el país, tant sobre les condicions geogràfiques com polítiques i socials.
Va ser descrit com una gran odissea a les parets de la primera terrassa del seu temple de Deir el-Bahari, l'Dyeser-Dyeseru. El resultat va ser un enriquiment de les arques reals.

### Viatge d'Unamon
Relatat en el papir 120 de Moscou, el viatge demostra la pèrdua de poder i influència d'Egipte a través dels menyspreus infringits a Història d'Unamon, que va viatjar a Biblos circa 1050 aC per comprar fusta (probablement de cedre) per a un nou vaixell sagrat. Després d'haver visitat Esmendes I en Tanis, Unim-nos s'atura al port de Dor, governat pel príncep  Tyeker Bedera , on va ser desballestat.
En Biblos, unim-nos va visitar el rei  Zakar-Baal , aquest últim es va negar que li lliuren la fusta perduda, demanant que el sacerdot pagués per obtenir notícies, una pràctica contrària a la tradició. Unim-nos llavors va haver de demanar a Esmendes més or, un gest humiliant. Després d'un any d'espera en Biblos, Unim-nos es va dirigir a Alashiya (Xipre), on van voler matar-lo, abans de rebre la protecció de la reina  Hatbi. La història s'atura aquí perquè falta la resta del papir.

### Viatge a Bactriana
Ramsès II va ordenar un viatge amb un destí més llunyà que Punt: Bactriana, d'on procedia el lapislàtzuli, inexistent a l'Àfrica. En general, els egipcis ho adquirien en Tefra, una ciutat situada al canal que unia el Tigris amb l'Eufrates. En tefra, possiblement Sippar, compraven també una altra pedra a la qual donaven el nom de la ciutat (tefra) i que no ha estat identificada.
Una de les esposes de Ramsès era filla del rei de Bactriana, i va rebre avís de què la seva germana estava molt malalta. El faraó va enviar un dels seus millors metges, però la princesa no guaria: després de l'inútil viatge d'un altre metge, es va decidir enviar al déu Khonsu, protector dels malalts i regulador de les destinacions. Una flota composta per un gran vaixell i cinc petits com escorta va trigar un any i cinc mesos en arribar al seu destí després de vorejar Aràbia i remuntar l'Indus. Khonsu va romandre al palau reial gairebé quatre anys, fins que el rei el va tornar amb grans regals. El missatger havia arribat a Tebes l'any XV de Ramsès i el déu Khonsu va tornar l'any XXIII, després dels cinc viatges entre Bactriana i Tebes.